# Peneplena
Peneplena – rodzaj wielkoobszarowej – mogącej obejmować całe kontynenty, poligenicznej, tj. powstałej wskutek oddziaływania wielu czynników, powierzchni zrównania pełnego. Do jej ukształtowania przyczyniają się działalność erozyjna rzek, zmywająca wód opadowych, deflacyjna wiatru, grawitacja i wietrzenie. Tworzy się w okresie stabilności tektonicznej i klimatycznej, trwających miliony lat, przy jednoczesnej stałości bazy erozyjnej, do której w wyniku procesów erozyjnych i denudacyjnych równane są wyniesienia terenu. Po raz pierwszy terminu użył William Davis pod koniec lat 90. XIX wieku.

## Definicja według Davisa
Nazwę zaproponował w 1889 amerykański geograf William Morris Davis. Rdzeń plena pochodzi od angielskiego plain, oznaczającego równię. Poprzedzający go przedrostek pene wywodzi się z języka łacińskiego i oznacza prawie. Twórca terminu wprowadził wyraz pene dla podkreślenia, że procesy denudacyjne na powierzchni terenu dążą do jej całkowitego wyrównania, jednak w praktyce nigdy go nie osiągną, ponieważ zawsze działają procesy erozyjne, które przyczyniają się do ciągłego urozmaicania rzeźby. Samo plain wskazywałoby na obszar położony na poziomie bazy erozyjnej.
Według Davisa peneplena miałaby być końcową formą cyklu denudacyjnego, w którym wyróżnił kilka etapów rozwoju rzeźby: powierzchnię inicjalną, stadium młodociane, stadium młodociane późne, stadium dojrzałe, stadium dojrzałe późne i stadium starcze (peneplena). Kluczową rolę w powstawaniu penepleny miałaby odgrywać działalność wód płynących w stadiach początkowym i dojrzałym rozwoju denudacji, szczególnie erozja rzeczna – boczna i denna, odpowiadające za sukcesywne obniżanie terenu i zanikanie działów wodnych. Wraz z postępującym procesem degradacji terenu malałyby wysokości względne, co w konsekwencji powodowałoby jednak spadek zdolności erozyjnej wód płynących. W stadium starczym dominujący udział w kształtowaniu penepleny powinno mieć wietrzenie chemiczne. Po urozmaiconej rzeźbie terenu w stadium początkowym cyklu denudacyjnego zostałyby ślady w postaci pojedynczych wypukłych form: twardzielców – wzniesień o znacznej twardości skał, lub ostańców – fragmentów zniszczonych działów wodnych. Według twórcy terminu penepleny mogłyby być nie tylko efektem cyklu fluwialnego rozwoju rzeźby, ale także cyklu glacjalnego lub cyklu zachodzącego w klimacie suchym.

## Definicja według Pencka
W 1924 Walter Penck zaproponował terminy powierzchni zrównania początkowego i powierzchni zrównania końcowego, zakładające równoczesność tektonicznego wynoszenia i obniżania się powierzchni. Przeciwstawnie działające siły egzo- i endogeniczne miałyby powodować spłaszczanie stoków. Koncepcja ta, z uwagi na liczne niedoskonałości, ma obecnie wartość wyłącznie historyczną.

## Pedymentacja
Obok pojęcia penepleny rozwijało się pojęcie pedypleny, powierzchni zrównania powstającej w klimacie suchym i okresowo wilgotnym. Lester King w latach 50. XX wieku zaproponował rozszerzenie terminu pedymentacji również na obszary wilgotne. Koncepcja zyskała w tym czasie popularność, a część naukowców zaczęła zaprzeczać istnieniu procesu peneplenizacji.

## Podejście współczesne
Współcześni geomorfologowie nie potrafią w sposób jednoznaczny wskazać penepleny na kuli ziemskiej. Z dużą pewnością taką powierzchnią był obszar Fennoskandii w okresie prekambryjskim. Utworzeniu takiej powierzchni zrównania sprzyjałyby przede wszystkim stabilność płyt tektonicznych, klimatu i poziomu morza, a współcześnie w sensie geologicznym wielokrotnie dochodziło do aktywności tektonicznej oraz wahań klimatycznych. Najwcześniej penepleny powinny kształtować się w dolnych odcinkach rzek, które najszybciej osiągają stan równowagi dynamicznej.
Pojęcia nie należy utożsamiać z równiną akumulacyjną, która tworzy się w wyniku ablacji lodowcowej, najczęściej pomiędzy bokiem lodowca (moreną boczną) a zboczem doliny lodowcowej.